# 熱血シングル・ファザー〜新聞記者・新庄圭吾の事件ファイル〜
『熱血シングル・ファザー〜新聞記者・新庄圭吾の事件ファイル〜』（ねっけつシングル・ファザー〜しんぶんきしゃ・しんじょうけいごのじけんファイル〜）は、2004年から2016年までフジテレビ系で放送されたテレビドラマシリーズ。全3回。主演は柳葉敏郎。
放送枠は「金曜エンタテイメント」（第1作 - 第2作）、第3作は、2008年ごろ撮影し「金曜プレステージ」枠での放映予定のお蔵入りを経て、2016年7月18日、BSフジの2時間ドラマ再放送枠「BSフジサスペンス」で初放映された。

## キャスト

### 東経新聞事件部
新庄圭吾
演 - 柳葉敏郎
事件記者。妻の里佳子と離婚後、二人の息子を男手一つで育てている。
森本里佳子
演 - 岸本加世子
キャップ。圭吾の元妻。圭吾とは親権を巡り啀み合っている。
三浦友一
演 - 菊池均也
記者。
山鍋護
演 - 赤坂泰彦（第1作・第2作）
記者。
鈴井くるみ
演 - 堀まゆみ【旧・堀真弓】（第1作・第2作）
新人記者。

### 八嶋薫子弁護士事務所
瀬名洵子
演 - 古川りか【旧・古川理科】（幼少期：山本乃綾〈第1作〉）
弁護士。薫子の娘。
神田直人
演 - 佐野賢一
弁護士。
井村るり
演 - 村井美樹
事務員。
八嶋薫子
演 - 坂口良子
弁護士。

### その他
新庄暖
演 - 須賀健太
圭吾と里佳子の長男。両親の離婚後、圭吾に引き取られる。
新庄慧
演 - 谷山毅
圭吾と里佳子の次男。暖とともに圭吾に引き取られる。
木村
演 - 平賀雅臣
西東京北警察署の刑事。
田川京子
演 - 原田裕子（第1作・第2作）
暖の担任教師。
茗荷谷泰子
演 - 朝丘雪路（友情出演）
ベビーシッター。

### ゲスト
第1作（2004年）
- 大塚愛美（大塚の妻） - 赤座美代子
- 教頭 - 鈴木慎平
- 本屋 - 藏内秀樹
- 教師 - 桜井聖
- 大塚正良（スパークコーポレーション 社長） - 高品剛
- 和田雄一郎（高校生） - 南圭介
- 佐久かなみ（保険外交員・大塚の愛人） - 倉田恭子
- 医師 - 中脇樹人
- 親権の立会人 - 花ヶ前浩一、吉田昌美
- スーパーの従業員 - 安室満樹子
- 大塚岳史（大塚と愛美の息子） - 染谷将太

第2作（2005年）
- 小島（勉の母） - 長野里美
- 大介（高校生） - 湯川尚樹
- 田口葉子（良介の娘） - 藤澤志帆（幼少期：田澤有里朱）
- 小島勉（転校生） - 田島健吾
- 井坂のアパート大家 - 田口主将
- 小林（被害者遺族） - 西澤里佳
- 立ち飲み屋の店主 - 五月晴子
- 小林武彦（被害者） - 新井量大
- 田口良介（圭吾の先輩記者・14年前急死） - 天宮良
- 井坂真二（燻製中毒死の容疑者） - 井田國彦
- 記者 - 横江泰宣
- スーパーの店員 - 山本大介
- 母親 - 芦原あかね
- 高村のアパート大家 - 伊藤正博
- 高村勝彦（図書館司書） - 志村東吾

第3作（2016年）
- 風間高雄（記者） - 佐戸井けん太
- 谷川光一（事件記者） - 五代高之
- 鈴木なるみ（記者） - 高樹マリア
- 秋山稔（西東京北署 刑事） - 宮城健太郎
- 校長 - 浜田晃
- 水沢信子（教頭） - 宮田早苗
- 渡辺杉枝
- かとうあつき
- 南田由里恵 - 路川あかり
- 田島純 - 林凌雅
- 田島利三（純の祖父） - 品川徹
- 田島イツ（純の祖母） - 佐々木すみ江
- 長谷川翔子（スイミングインストラクター） - 横山めぐみ

## スタッフ
- 脚本 - 山田珠美、清本由紀
- 企画 - 荒井昭博（フジテレビ)、金田耕司（フジテレビ）、保原賢一郎（フジテレビ / 第1作・第2作）
- 演出 - 合月勇、五木田亮一
- プロデューサー - 黒川浩行（トレンド)、有田康浩（トレンド / 第1作・第2作）
- 制作 - フジテレビ、トレンド

## 放送日程
| 話数 | 放送日         | サブタイトル                                                                  | 脚本     | 演出       |
| ---- | -------------- | ----------------------------------------------------------------------------- | -------- | ---------- |
| 1    | 2004年10月29日 | 親バカ記者が暴く保険金殺人の罠！お母さんを助けて…事件に秘められた真実の親子愛 | 山田珠美 | 合月勇     |
| 2    | 2005年10月28日 |                                                                               | 清本由紀 | 合月勇     |
| 3    | 2016年07月18日 |                                                                               | 清本由紀 | 五木田亮一 |